# Leuchtendes Armenien
Leuchtendes Armenien (armenisch Լուսավոր Հայաստան Lusawor Hajastan, LH, oft übersetzt auch als Helles Armenien oder seltener als Aufgeklärtes Armenien) ist eine liberale Partei in Armenien, gegründet am 12. Dezember 2015. Ihr Vorsitzender ist der Rechtsanwalt und Politiker Edmon Marukjan.

## Wahlergebnisse
Die Partei nahm an den armenischen Parlamentswahlen 2017 und den Stadtratswahlen 2017 der Hauptstadt Jerewan innerhalb des politischen Parteienbündnisses der Ausweg-Allianz («Ելք» դաշինք, kurz Jelk) teil und erhielt dadurch einige Sitze.
Bei den erneuten Stadtratswahlen von Jerewan im Jahr 2018 war die Partei Teil der Allianz Licht (Լույս Դաշինք), welche drei Sitze erhielt, davon zwei für Leuchtendes Armenien.
Bei der Parlamentswahl in Armenien 2018 bekam die Partei 6,37 % der Stimmen und damit 18 Sitze im armenischen Parlament. Sie wurde damit neben der Mein-Schritt-Allianz und der Partei Blühendes Armenien zur dritten im Parlament vertretenen Partei und stellte die kleinste Fraktion.
In Folge der vorgezogenen Parlamentswahl 2021 verpasste die Partei den Einzug in die Nationalversammlung, indem sie nur noch 1,22 % der Stimmen erhielt. Die meisten Stimmen erhielt die Partei in den Regionen Tawusch (2,28 %), Lori (2,12 %) und Schirak (1,71 %). Den geringsten Erfolg hatte sie mit nur 0,42 % in der Provinz Ararat.
| Wahl | Stimmen | %    | Sitze       | Rang | Position nach d. Wahlen                                            | Quelle                                        |
| ---- | ------- | ---- | ----------- | ---- | ------------------------------------------------------------------ | --------------------------------------------- |
| 2017 | 122.049 | 7,78 | 3/105 9/105 | 3.   | Opposition (im Wahlbündnis Jelk), ab Mai 2018 Minderheitsregierung | Zentrale Wahlkommission der Republik Armenien |
| 2018 | 80.047  | 6,37 | 18/132      | 3.   | Opposition                                                         | Zentrale Wahlkommission der Republik Armenien |
| 2021 | 15.571  | 1,22 | 0/107       | 9.   | außerparlamentarische Opposition                                   | Zentrale Wahlkommission der Republik Armenien |

## Abgeordnete in der Nationalversammlung
Sofern nicht anders angegeben, waren alle Abgeordneten von 2019 bis 2021 im Parlament vertreten. Unter den Fraktionsmitgliedern waren folgende Abgeordnete auch Mitglieder der Partei:
| - Hrant Ajwasjan - Sargis Alexanjan - Edward Andreasjan - Harutjun Babajan | - Geworg Gorgisjan (2017–2021) - Srbuhi Grigorjan - Armen Jeghiasarjan - Anna Kostanjan | - Edmon Marukjan (2017–2021) - Ani Samsonjan - Karen Simonjan - Mane Tandiljan (2017–2018 in IKD-Fraktion, Jan. 2019–Aug. 2020) |

## Parteivorstand
Im Jahr 2023 gehören neben dem Vorsitzenden, dem Rechtsanwalt Edmon Marukjan, zum Vorstand auch der Web-Entwickler Geworg Gorgisjan, der Kommunikationstechnik-Ingenieur David R. Chaschakjan, die Journalistin und Partei-Pressesekretärin Ani Samsonjan, der Programmierer Grigori M. Dochojan und der Politikwissenschaftler Karen M. Simonjan.